# Bloodbath
Bloodbath je švedski death metal-sastav, osnovan 1998. godine u Stockholmu.

## O sastavu
Sastav su osnovali pjevač Mikael Åkerfeldt (iz sastava Opeth), bubnjar Dan Swanö (Edge of Sanity, Nightingale), gitarist Anders "Blakkheim" Nyström (Katatonia, Diabolical Masquerade) i basist Jonas Renkse (Katatonia, October Tide) s ciljem oživljavanja starog death metala. Nakon EP-a Breeding Death, 2002. godine objavljuju prvi studijski album Resurrection Through Carnage. Godine 2005. Åkerfeldt napušta Bloodbath kako bi se mogao više fokusirati na svoj primarni sastav Opeth, a zamjenjuje ga Peter Tägtgren iz Hypocrisyja. žTakođer, Swanö se s bubnjeva prebacuje na gitaru, a njegovo mjesto preuzima Martin Axenrot iz sastava Witchery i Satanic Slaughter, te u toj postavi objavljuju drugi studijski album Nightmares Made Flesh. Ubrzo nakon toga Tägtgren napušta sastav, a nakon njega i Swanö zbog zauzetosti drugim projektima. 
Početkom 2008. godine, objavljeno je da se na mjesto pjevača vraća Åkerfeldt, te da novi gitarist postaje Per Eriksson. Svoj treći album The Fathomless Mastery objavili su 2008. godine.

## Članovi sastava
Trenutačna postava
- Anders "Blakkheim" Nyström - gitara (1999. – danas)
- Jonas Renkse - bas-gitara (1999. – danas), gitara (2004.)
- Martin "Axe" Axenrot - bubnjevi (2004. – danas)
- Nick Holmes – vokal (2014. – danas)
- Tomas Åkvik – gitara (2022. – danas)

Bivši članovi
- Mikael Åkerfeldt - vokali (1999. – 2003., 2008. – 2012.)
- Peter Tägtgren - vokali (2004. – 2005.)
- Dan Swanö - bubnjevi (1999. – 2004.), gitara (2004. – 2006.)
- Per Eriksson – gitara (2008. – 2017.)
- Joakim Karlsson – gitara (2018. – 2019.)

## Diskografija
Studijski albumi
- Resurrection Through Carnage (2002.)
- Nightmares Made Flesh (2004.)
- The Fathomless Mastery (2008.)
- Grand Morbid Funeral (2014.)
- The Arrow of Satan Is Drawn (2018.)
- Survival of the Sickest (2022.)

EP-ovi
- Breeding Death (2000.)
- Unboessing the Purity (2008.)

Koncertni albumi
- The Wacken Carnage (2008.)
- Bloodbath over Bloodstock (2011.)

## Vanjske poveznice
- Službena stranica  Arhivirana inačica izvorne stranice od 28. veljače 2009. (Wayback Machine)